# San José Vista Hermosa
San José Vista Hermosa es una localidad del estado mexicano de Morelos. Es parte del municipio de Puente de Ixtla.

## Toponimia
El nombre «San José» hace referencia al santo patrono de la localidad: José de Nazaret.

## Demografía
| Gráfica de evolución demográfica |
|                                  |

| Censo | Población |
| ----- | --------- |
| 1900  | 838       |
| 1910  | 730       |
| 1921  | 394       |
| 1930  | 390       |
| 1940  | 455       |
| 1950  | 813       |
| 1960  | 1358      |
| 1970  | 1811      |
| 1980  | 2310      |
| 1990  | 3074      |
| 2000  | 4005      |
| 2010  | 4447      |
| 2020  | 4411      |